# Сан-Криштован-и-Сан-Лоренсу
Сан-Криштован-и-Сан-Лоренсу (порт. São Cristóvão e São Lourenço)  —  район (фрегезия) в Португалии,  входит в округ Лиссабон. Является составной частью муниципалитета  Лиссабон. Находится в составе крупной городской агломерации Большой Лиссабон. По старому административному делению входил в провинцию Эштремадура. Входит в экономико-статистический  субрегион Большой Лиссабон, который входит в Лиссабонский регион. Население составляет 1612 человека на 2001 год. Занимает площадь 0,08 км².